# Сагино (Мисури)
Сагино (енгл. Saginaw) град је у америчкој савезној држави Мисури.

## Демографија
По попису из 2010. године број становника је 297, што је 21 (7,6%) становника више него 2000. године.
| Група             | 2000.       | 2010.       |
| Белци             | 254 (92,0%) | 275 (92,6%) |
| Афроамериканци    | 2 (0,7%)    | 1 (0,3%)    |
| Азијати           | 0 (0,0%)    | 0 (0,0%)    |
| Хиспаноамериканци | 3 (1,1%)    | 6 (2,0%)    |
| Укупно            | 276         | 297         |